# 세티모비토네
세티모비토네(Settimo Vittone, 피에몬테어: Ël Seto Viton)는 이탈리아 북부 피에몬테주 토리노 광역시에 있는 코무네이다. 토리노 북쪽으로 약 50 킬로미터 (31 mi) 떨어진 카나베세 전통 지역에 위치해 있다.

## 주요 볼거리

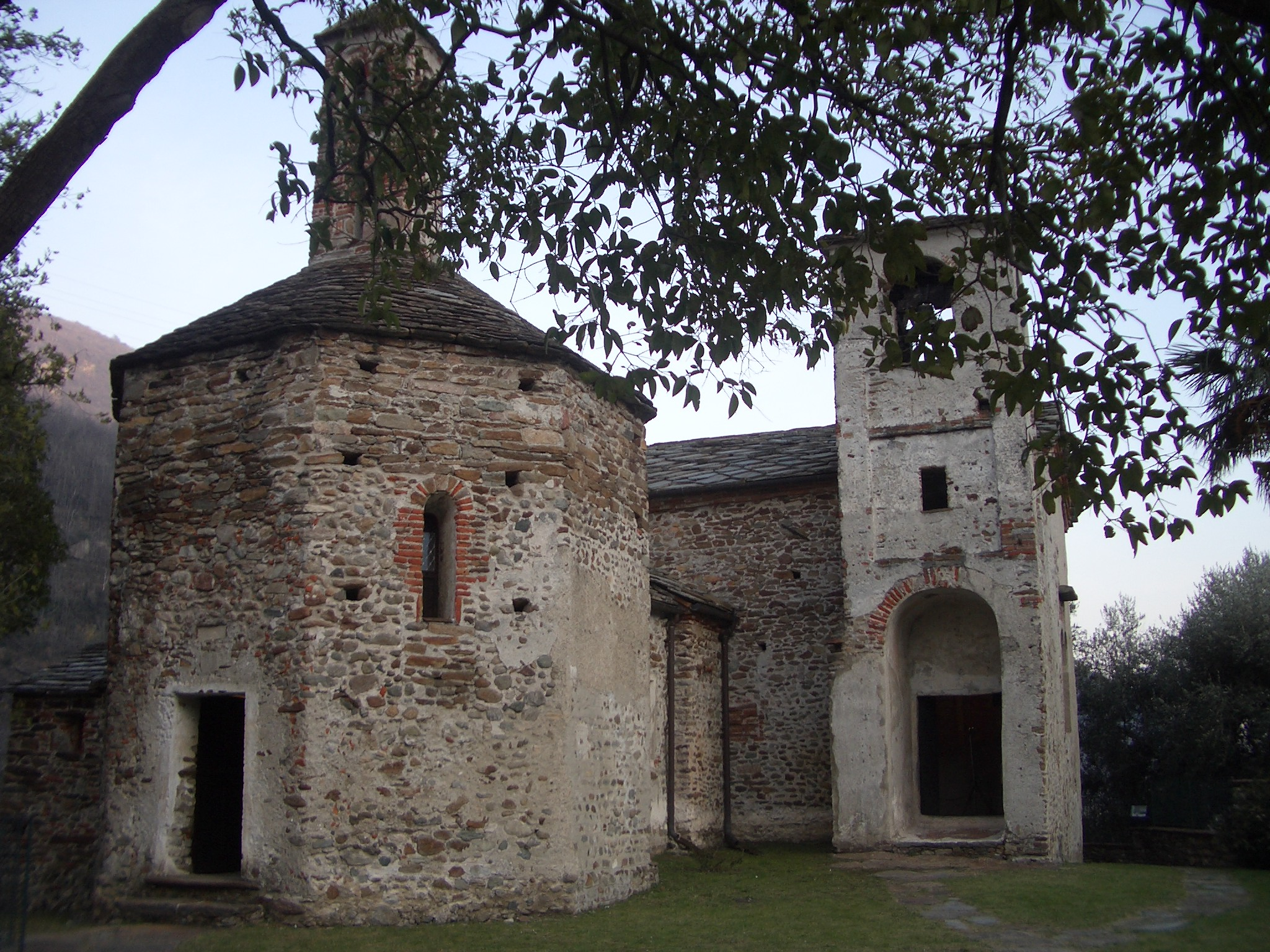
성 로렌스 본당 성당.

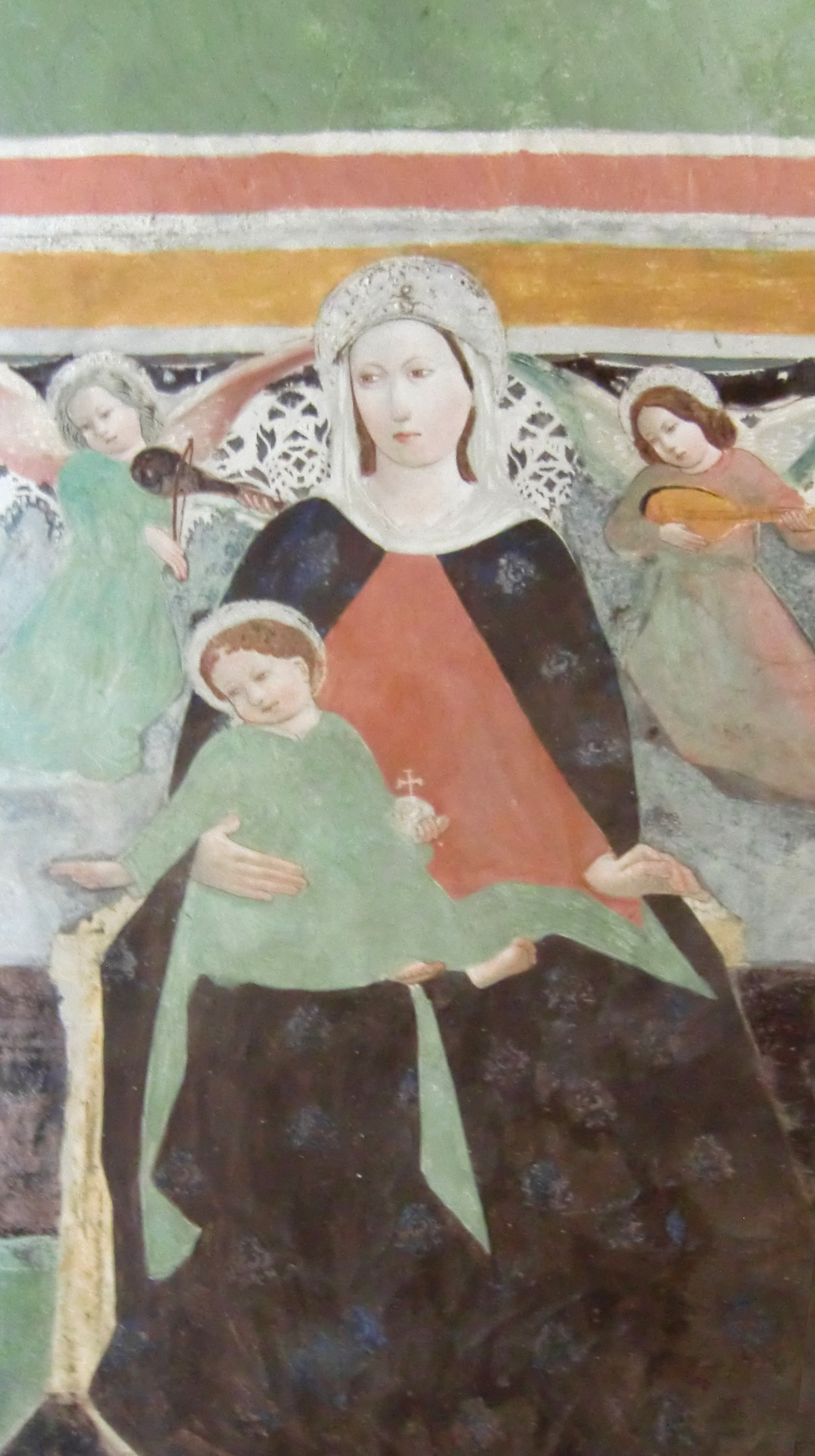
성 로렌스 본당 성당 후진의 성모자와 아기 프레스코 (부분).

주요 볼거리로는 성 로렌스(오툉의 주교로서 프랑크족에게 사랑받았다)의 성과 본당 성당, 그리고 9세기 후반의 세례당이 있다. 이 건물들은 종종 종탑과 직사각형 후진을 특징으로 하는 피에몬테의 로마네스크 이전 건축 양식의 희귀한 사례이다. 11세기 중반부터 15세기 후반까지의 수많은 프레스코화가 소장되어 있다.
세티모는 갈리아의 로마 도로에 있는 이브레아 시에서 7번째 이정표(septimum lapidem)에서 파생된 이름이다. 이곳에는 고대 요새의 유적이 있는데, 전설에 따르면 프랑크족의 왕비이자 이곳에 묻힌 안스가르다의 오빠인 아토네 안스카리오가 건설했다고 한다. 14세기에 사보이 가문이 이 지역 전체를 장악하고 그들의 공작령에 편입시켰다. 이 지역의 고대 영주들(엔리코 가문)은 백작으로 임명되었다. 16세기에는 성채가 파괴되고 "신성"이라고 불리는 새로운 빌라-궁전으로 대체되었다.
몬테스트루토 성과 체스놀라 성은 코무네에 위치해 있다.
콜마 디 몸바론 산도 근처에 위치해 있다.